# Hrad Osek
Hrad Osek, bis 1949 Rýzmburk (deutsch Riesenberg) ist ein Ortsteil der Stadt Osek in Tschechien.

## Geographie

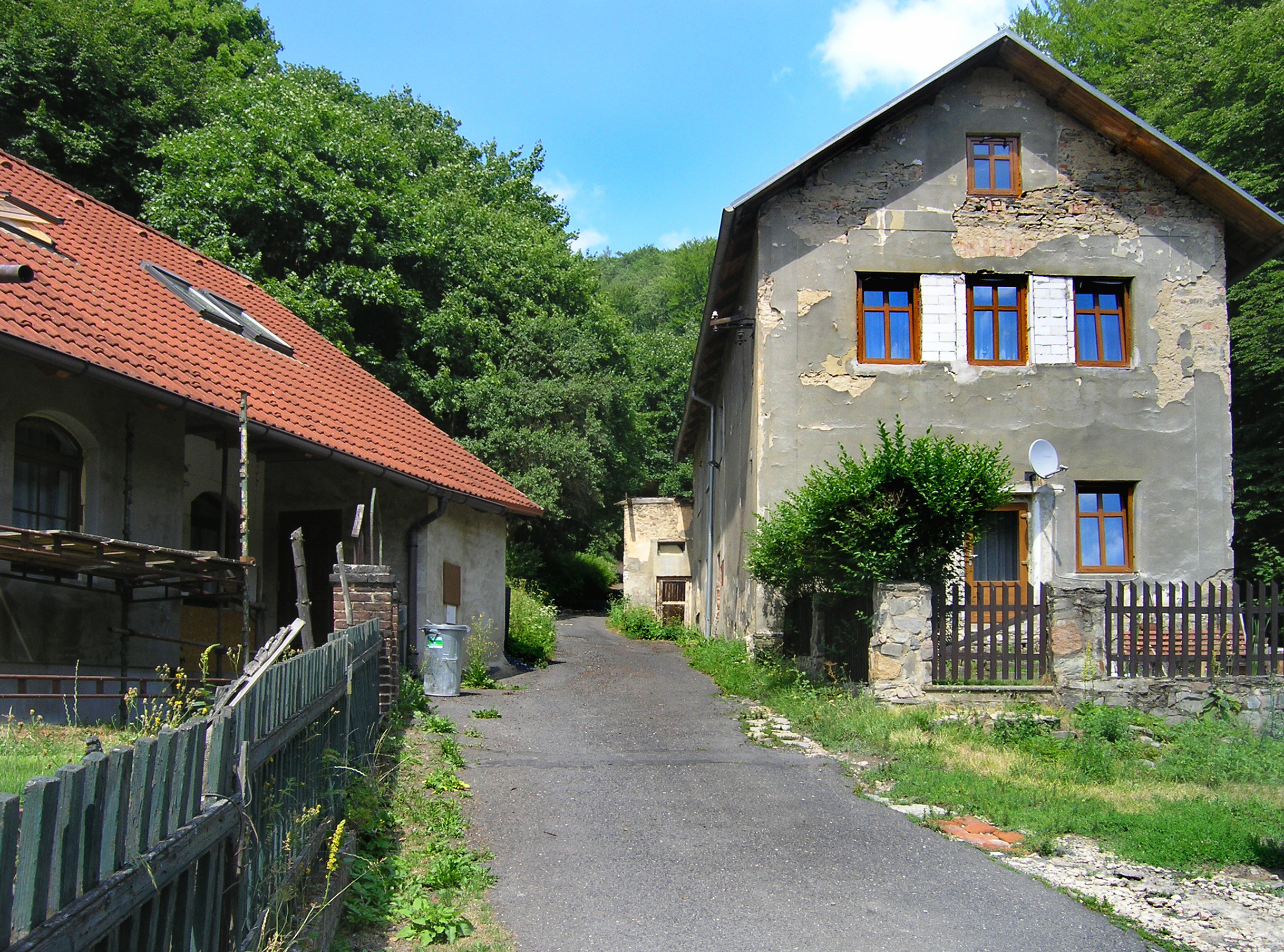
Häuser im nördlichen Teil des Dorfes

Hrad Osek liegt anderthalb Kilometer nordwestlich von Osek und gehört zum Okres Teplice. Die Ortslage befindet sich am Südabfall des Erzgebirges unterhalb der Burgruine Rýzmburk im Tal des Baches Osecký potok (Eulenbach). Nördlich erhebt sich der Stropník (855 m), im Süden der Špičák (662 m), westlich die Střelná (868 m) sowie im Nordwesten die Loučná (956 m) und die Vlčí hora (891 m).
Nachbarorte sind Nové Město im Norden, Domaslavice im Nordosten, Háj u Duchcova im Osten, Osek im Südosten, Loučná und Horní Lom im Süden, Litvínov im Südwesten, Meziboří im Westen sowie Dlouhá Louka im Nordwesten.

## Geschichte

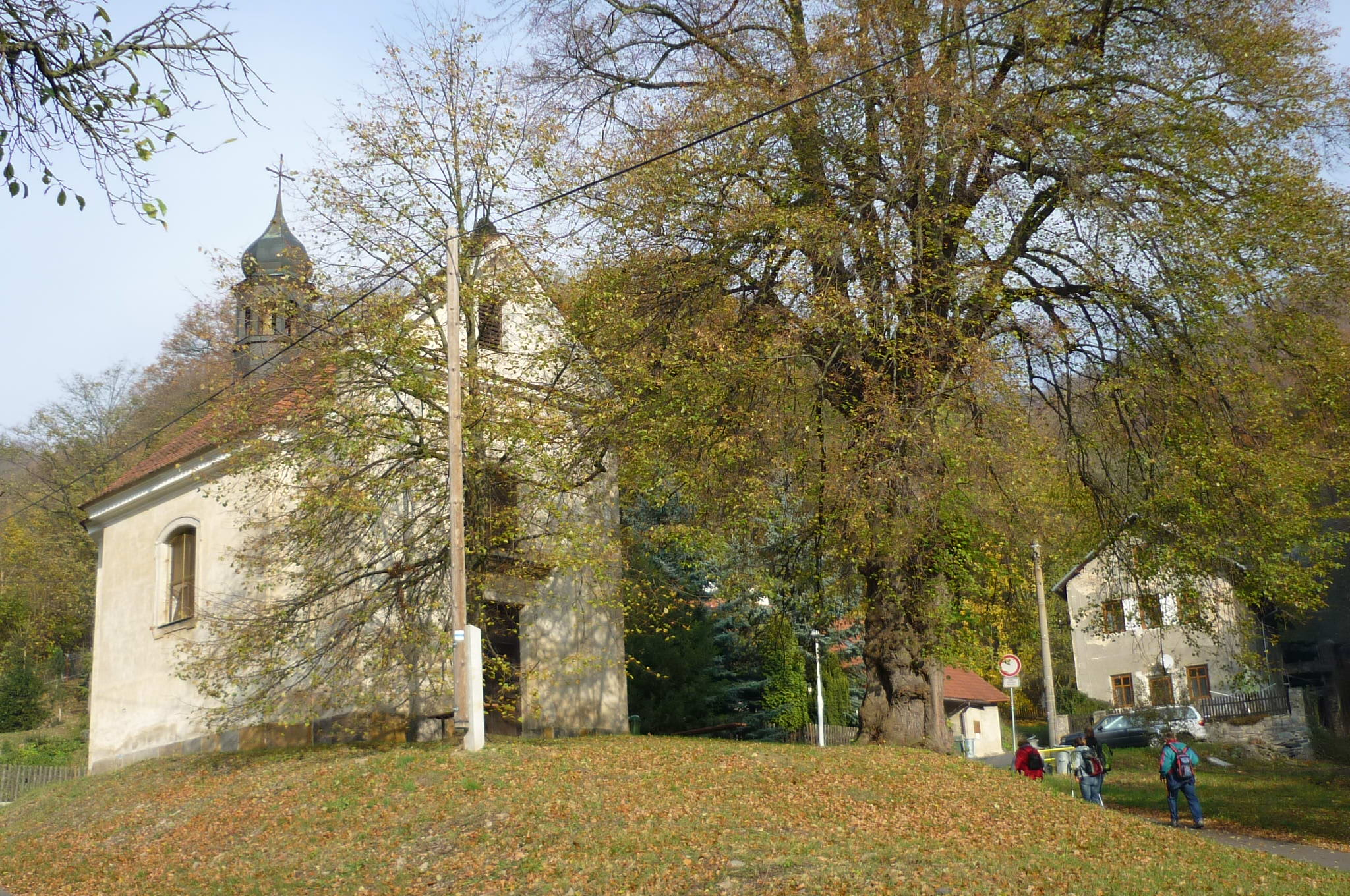
Winterlinde vor der Kapelle

Durch das Tal des Eulenbaches verlief von der alten Burg Wosek ein hochmittelalterlicher Handelssteig über den Erzgebirgskamm nach der Mark Meißen. Die später als Riesenberger Steig bezeichnete Handelsverbindung war auf ihrem Steilanstieg zwischen Hrad Osek und Dlouhá Louka gegen Auswaschung und zur besseren Befahrbarkeit mit einem außergewöhnlichen Flachpflaster befestigt, dessen Entstehung Franz von Rziha in das 11. oder spätestens 12. Jahrhundert datierte. Der Steig wurde wahrscheinlich von den Herren von Hrabischitz als Ausgangspunkt ihrer Besiedlung des Erzgebirgskammes und Gründung der Herrschaften Sayda, Purschenstein und Rechenberg in der Markgrafschaft Meißen angelegt. Zwischen 1241 und 1250 ließ Borso II. von Wosek an einem Sporn über zwei Quellbächen des Eulenbaches die neue mächtige Burg Wosek anlegen, die bald auch als Riesenburg bezeichnet wurde. Analog dazu legte sich Borso II. das Prädikat von Riesenburg zu. Unterhalb der Burg entstand eine Burgsiedlung mit Mauteinnahme. Borso IV. von Riesenburg ließ 1341 einen neuen Handelsweg von Ossegg über Riesenberg, Langewiese, Strassburg und Grünwald anlegen, der auf dem Pass wieder den Ossegger Steig erreichte und auf diesem nach Rechenberg und Frauenstein weiterführte. Wegen Überschuldung mussten die Brüder Borso d. Ä. und Borso d. J. von Riesenburg 1398 die Herrschaft Riesenburg an den Markgrafen Wilhelm I. von Meißen verkaufen. Im Jahre 1422 bestätigte Kaiser Sigismund den Markgrafen Wilhelm II., Friedrich der Friedfertige und Friedrich der Streitbare den Besitz Riesenburg.
Nachdem die Herrschaft Riesenburg durch den Vertrag von Eger 1459 wieder Teil des Königreiches Böhmen geworden war, verpfändete König Georg von Podiebrad, dessen Tochter Sidonie im selben Jahr Albrecht den Beherzten geheiratet hatte, die Herrschaft Riesenburg an seinen Anhänger und Gläubiger Prokop von Rabenstein. Da die sächsischen Herrscher nicht gewillt waren, auf ihren nunmehr böhmischen Besitz zu verzichten, wurde die Burg 1469 von böhmischen Truppen belagert. Auf Grund zahlreicher Überfälle durch Heinrich von Rabenstein sowie der Eroberung der Burg 1473 traten die Brüder Ernst und Albrecht der Beherzte die Herrschaft an die Königinwitwe Johanna von Rosental ab. Auf Veranlassung des Königs Vladislav II. Jagiello verkaufte Heinrich von Rabenstein 1474 das Riesenburger Pfand an Paul Fürst Kaplirz de Sulewicz, der sich danach von Wosek nannte. Er verlegte nach 1488 seinen Sitz auf die Feste Duchcov und überließ die Riesenburg dem Verfall. Johann Kaplirz de Sulewicz verkaufte das Riesenburger Pfand 1523 an Diepolt von Lobkowicz. König Ferdinand I. überließ Diepolts Söhnen die Herrschaft Dux mit der wüsten Riesenburg als erblichen Besitz. In einer Steuerliste von 1549 sind für Miesteczko pod Wosekem vier zinspflichtige Untertanen aufgeführt. Im Jahre 1642 erbten die Grafen von Waldstein die Herrschaft. 1680 erhob Johann Friedrich von Waldstein die Herrschaften Dux und Oberleutensdorf zum Familienfideikommiss.
Im Jahre 1831 bestand Riesenberg aus 34 Häusern mit 226 deutschsprachigen Einwohnern. Im Ort gab es eine öffentliche Kapelle, ein obrigkeitliches Forsthaus, einen Holzgarten, drei Mahlmühlen und eine Brettmühle. Pfarrort war Alt-Ossegg. Bis zur Mitte des 19. Jahrhunderts blieb Riesenberg der Fideikommissherrschaft Dux untertänig.
Nach der Aufhebung der Patrimonialherrschaften bildete Riesenberg ab 1850 einen Ortsteil der Gemeinde Ossegg im Leitmeritzer Kreis und Gerichtsbezirk Dux. Ab 1868 gehörte das Dorf zur Gemeinde Neuossegg im Bezirk Teplitz, 1896 wurde es dem Bezirk Dux zugeordnet. 1913 erfolgte der Zusammenschluss von Neuossegg und Altossegg zu einer Gemeinde Ossegg, die ein Jahr später zur Stadt erhoben wurde. Der tschechische Ortsname Rýzmburk wurde 1924 eingeführt. In Folge des Münchner Abkommens wurde das Dorf 1938 dem Deutschen Reich zugeschlagen und gehörte bis 1945 zum Landkreis Dux. Nach dem Ende des Zweiten Weltkrieges kam Rýzmburk zur Tschechoslowakei zurück und die deutschböhmische Bevölkerung wurde vertrieben. Im Jahre 1949 wurde Rýzmburk in Hrad Osek umbenannt. Seit 1961 gehört der Ort zum Okres Teplice.
Hrad Osek ist heute ein Erholungsort und Ausgangspunkt für Wanderungen zur Burg Rýzmburk sowie auf dem Erzgebirgskamm.

## Entwicklung der Einwohnerzahl
| Jahr | Einwohnerzahl |
| ---- | ------------- |
| 1869 | 215           |
| 1880 | 224           |
| 1890 | 247           |
| 1900 | 245           |
| 1910 | 270           |

| Jahr | Einwohnerzahl |
| ---- | ------------- |
| 1921 | 280           |
| 1930 | 301           |
| 1950 | 141           |
| 1961 | 169           |
| 1970 | 122           |

| Jahr | Einwohnerzahl |
| ---- | ------------- |
| 1980 | 80            |
| 1991 | 27            |
| 2001 | 50            |
| 2011 | 55            |

## Sehenswürdigkeiten

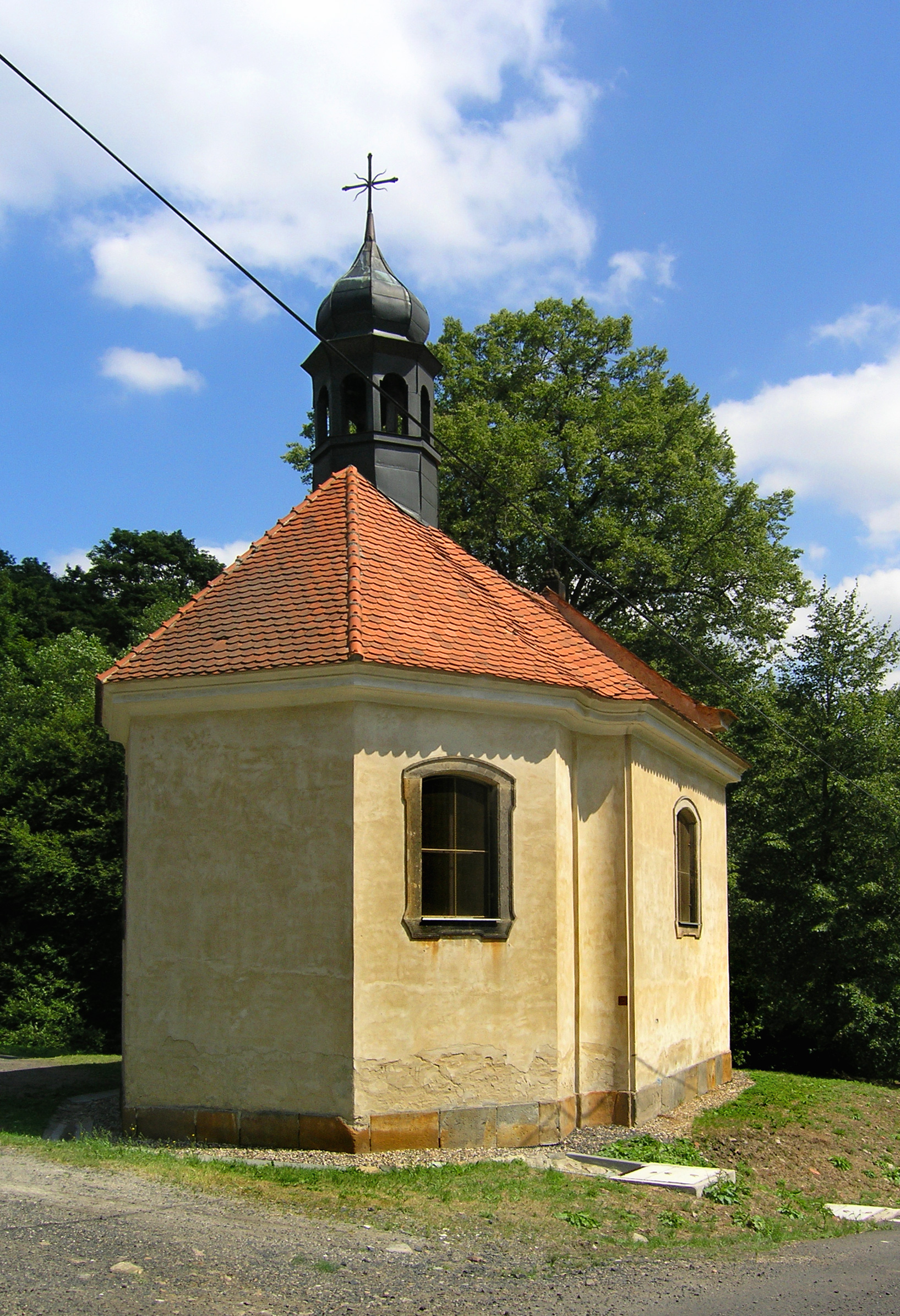
Kapelle der Schutzpatrone Böhmens

- Burgruine Rýzmburk, nördlich über dem Dorf
- Kapelle der Schutzpatrone Böhmens (kaple Patronů Čech) am Zusammenfluss von zwei Quellbächen des Osecký potok. Die ehemalige Wallfahrtskapelle wurde 1721 durch die Ossegger Klosterbauhütte errichtet, die Pläne stammen möglicherweise von Octavio Broggio. Das heute entweihte Bauwerk ist als Kulturdenkmal geschützt. Vor dem Eingang steht eine als Baumdenkmal geschützte 200–300-jährige Winterlinde.
- Naturreservat Vlčí důl, nördlich des Dorfes, geschützt seit 1989 auf einer Fläche von 32,59 ha
- Naturdenkmal Vrása am Hang nordwestlich über Hrad Osek, es wurde 1986 unter Schutz gestellt.